# 張居正
張居正（1525年5月26日—1582年7月9日），字叔大，号太嶽，人称张江陵，湖广江陵县（今湖北江陵县）人，荆州衛軍籍。祖籍直隶鳳陽縣，萬曆初年的政治家、改革家，權臣，期間官至太师、吏部尚書兼中極殿大學士，為內閣首輔长达十年，其間成為實際最高領導人，掌握最高權力。他知人善任，重用名将李成梁、戚继光等，镇守北部边防，为改革营造稳定的外部环境；任用潘季驯治理黄河，卓有成效。任內推行一條鞭法與考成法，改革賦稅與官吏考核制度，影响深远。

## 生平

### 早年
明嘉靖四年（1525年）五月初五日（端午节）出生在荆州府江陵縣（今荆州市）的一位秀才家。张居正自幼聰穎，十二歲投考生員，荊州知府李士翱很賞識他。十三岁考举人时又頗受乡试主考官湖廣巡撫顧璘賞識，二人成了忘年交，顾称其为“小友”，并將原名“張白圭”改爲“張居正”，盛赞其为“国器”并解犀带相赠；然顾恐其过于顺利得意忘形而终无为，强制其落榜。原因是"有意磨砺之"，或是"忌才"，存有爭議。

### 仕途
嘉靖十九年（1540年），張居正在十六岁時中舉。嘉靖二十六年（1547年）中进士，由庶吉士至翰林院编修。世宗後期，居正陞任右中允，與時任國子監祭酒的高拱關係良好。而张居正亦是當時少數能與兩大重臣嚴嵩與徐階都能保持良好來往的官員之一。張居正與朝廷中宦官和權臣都有密切關係，這對他後來的仕途與施政都有著很大的影響，但也埋下「禍發身後」的悲劇。

### 宰輔
穆宗隆庆元年（1567年）居正任吏部左侍郎兼东阁大学士。上《陈六事疏》，声明自己关于改革时政的意见。经历了激烈的内阁斗争后，最终与高拱並为宰辅，为吏部尚书、建极殿大学士。和高拱一起巧妙利用俺答汗孙子来降一事，与鞑靼和解互市，结束了双方多年的战事，是為俺答封貢。在南方，准许廣州舉辦一年兩次「交易會」。

### 改革
神宗万历初年，張居正与宦官冯保合谋逐高拱（關於與馮保合謀逐高拱之事，近代有不少學者提出異議），代为首辅。当时神宗年幼，張居正得到當時攝政的神宗生母李太后的完全信任，一切军政大事均由他主持裁决，前后当国十年，实行了一系列政治经济改革措施，收到一定成效。
万历元年六月（1573），居正实行考成法，加强对官员的考评，他要求全国各个衙门分置账簿，记载一切发文、收文、章程、计划，是为底册。底册一式三份，一份本衙门留存，一份送各科备注，实行一件注销一件，逾期未办理的，该科上奏候旨，一份送内阁考察，作为官员升降任免的依据。此前，内阁无法控制的言官，也归到了内阁的管理。如此一来，月有稽，岁有考，大大提高了各衙门的办事效率；中央到地方的政令畅通；裁减了大量的庸官冗员；有力地整理了全国税捐，数年的积欠得以收缴，国库收入增加。最重要的是内阁通过此举牢牢把握行政、监察大权，其中枢地位日益显著。
万历五年（1577年）张居正父亲去世。按官制应丁憂守孝三年，张居正在明神宗的支持下提出夺情（夺去父子之情，戴孝办公），一时间遭到多方面的猛烈攻击。吴中行、赵用賢及員外郎艾穆、主事沈思孝、進士鄒元標相繼諍之。皆坐廷杖，謫斥有差。其中邹元标一条腿被打断，落了终身残疾。最终，反对意见被强力压制，事态平息，但张也处于与大多数官员为敌的境地，落得貪權不孝的罵名。此后，张居正性格变得偏执，晚年执政风格越发操切。
万历六年（1578年）下令清丈土地，清查大地主隐瞒的庄田，三年后在全国内推行了一条鞭法，改变赋税制度，把条项税役合并，按亩征银，虽然没有彻底贯彻，但纳税土地从四百多万顷回升到七百万顷以上，使政府的财政情况有所改善。
万历七年（1579年）神宗因夜与宦官游玩时行为不检，遭到李太后訓斥，张居正为皇帝写了罪己诏，由此埋下日后的祸根。一次神宗在读《论语》时，误将「色勃如也」之「勃」字读作「背」音，张居正厉声纠正：「当作勃字！」聲音太大，吓得神宗惊惶失措，在朝的大臣无不大惊。沈德符在《萬曆野獲編》中说：「（张居正辅政）宫府一体，百辟从风，相权之重，本朝罕俪，部臣拱手受成，比于威君严父，又有加焉。」晚年张居正的权势之大，连皇帝都有所忌惮，其父病逝，他奉旨歸葬，坐著32人抬的豪華大轎，內附有廁所與簡易浴盆，吃飯時菜餚過百品，「居正猶以為無下箸處。」。通州县知县張倫對張老太太極盡逢迎，老太太對張居正說：「一路煩熱，到了通州一憩，才有如遊清涼國。」張居正提拔張倫為戶部員外郎。張居正晚年的生活被指責為驕奢、專權，兩個兒子分別中状元、榜眼，亦被世人非議。
自王守仁創立陽明學，經數十年發展，陽明學左派的何心隐、李卓吾等泰州學派宣扬人性解放，何心隐就因此被張居正收獄，拷打而死。（李卓吾認為並非張居正授意，而是當地官吏為討好張居正而為。）明士大夫素有議政傳統，但張居正禁止批評時政。张居正學通陽明學右派與朱子學，為顧及統治階級利益，下令禁毁各名山書院。
万历八年（1580年）十月，下令吏部遍查两京衙门，「有冗滥者裁之」。万历九年（1581年）正月裁两京户部侍郎以下156个职位，同年裁撤郧阳巡抚、顺天巡抚、湖广总兵等地方大员职位。文武官员从12万餘人降到9.8萬人以下。他清查地主隐瞒的田地，推行“一条鞭法”，改变赋税制度，使明朝政府的财政状况有所改善；用名将戚继光、李成梁等练兵，加强華北、边镇防务。
万历十年六月二十日（1582年7月9日）張居正病逝，享年五十七歲。赠上柱国，谥文忠，在過世前十天，神宗加封為“太師”，為有明一代唯一生前受封此職大臣。正史認為張居正死因是痔瘡。現代有醫師認為其死时症狀類似于直腸癌。其他关于诸如縱慾身亡的傳言，没有其他佐證，只見于野史。

### 身後
張居正死后不久，是年十二月壬辰（初八日）江西道御史李植上疏彈劾馮保十二大罪狀。明神宗覽奏之後大喜說：「吾待此疏久矣！」查抄馮保家產，並將馮保發配南京孝陵種菜。梁梦龙、曾省吾、王篆一概勒令致仕。這時候，宦官张诚及江西道御史李植、雲南道御史羊可立、山東道監察御史江東之等紛起攻讦張居正與馮保「交結恣橫」、「寶藏逾天府」，陕西道御史杨四知因上疏劾张居正「贪滥僭奢，招权树党」，神宗诏令「姑贷不究，以全终始。」万历十一年（1583年）正月，南京刑科给事中阮子孝又上疏弹劾张居正「各子滥登科第，乞行罢斥」。這時张四维上疏代辩，说「居正诸子所习举业，委俱可进。惟其两科连中三人，又皆占居高第，故为士论所嫉，谤议失实”。神宗批文：「都教革了职为民」。羊可立彈劾張構陷遼王朱憲，同時遼妃上書為遼王辯冤，並說遼王府家產無數，全入張家。
於是萬曆皇帝下令籍其家，一些老弱婦孺因為來不及退出被封閉於張府，餓死十七口，其中有三名嬰兒。共查抄張家在京莊房值價一萬六百七十兩，原住宅內抄沒金二千四百餘兩，銀十萬七千七百餘兩，金器三千七百一十餘兩，金首飾九百餘兩，銀器五千二百餘兩，銀首飾一萬餘兩，玉帶一十六條，蟒衣紗羅珍珠瑪瑙寶石玳瑁等無算，居正子張嗣修等則抄沒銀十二萬共裝一百扛押解真定府，张敬修招銀五萬餘兩。長子张敬修不堪嚴刑逼供之重負，在寫下一份「丘侍郎、任巡按，活閻王！你也有父母妻子之念……何忍陷人如此酷烈」「有便，告知山西蒲州相公张凤盘，今张家事已完结矣，愿他辅佐圣明天子于亿万年也！」血書之後自縊身亡；二子張嗣修投井自殺未遂，又絕食未果，后发配边疆。三子張懋修后戍烟瘴地而死。
潘季馴上疏皇帝說，「治居正獄太急」，「至於奄奄待斃之老母，煢煢無倚之諸孤，行道之人皆為憐憫。」皇帝看了不高興。後被御史李植劾以黨庇張居正，落職為民。
在「夺情」事件中得罪张居正而受到排挤的慎行曾给办案的邱橓写信：「当其柄政，举朝争颂其功而不敢言其过，今日既败，举朝争索其罪而不敢言其功，皆非情实也。」
蓟州总兵戚继光调任广东任总兵，不久去世。内阁大学士许国连上三疏求去，说：「昔日颠倒是非在小人，今乃在君子（言官），党同伐异，罔上行私。」
皇帝迫於物議，恩准给张家留空宅一所，田十顷养張老太太赵氏，餘子皆充军。一年后赵氏在悲伤中死去。李植以及江东之、羊可立三人，以「尽忠言事，揭发大奸有功」，分别晋升为太仆寺少卿、光禄寺少卿和尚宝司少卿。

### 平反
终万历一朝，沒人敢再提及张居正。至天启年间，在都御史邹元标等的倡议下，逐步平反昭雪，恢复名誉。值得一提的是，邹元标在万历五年反对张居正，被廷杖打断一腿。天啟二年（1622年）下詔復其官職。崇禎時「撫髀思江陵，而後知得庸相百，不若得救時相一也」，為張居正徹底平反。识者感慨其「功在社稷，过在身家」。張居正故宅有題詩云：「恩怨盡時方論定，封疆危日見才難。」

## 著作
張居正著有《张太岳集》、《书经直解》等，後世則把他所有的著作編入《張文忠公全集》。

## 经济思想
张居正提出了「厚农而资商」，「厚商而利农」的经济观点。他与工部派来的榷税使周汉浦探讨「始所建榷及后稍异」的原因，进一步阐明道理，畅言：「古之为国者，使商通有无，农力本穑，商不得通有无以利农，则农病；农不得力本穑以资商，则商病。故商农之势，常若权衡。然至于病，通无以济也。」

## 家庭

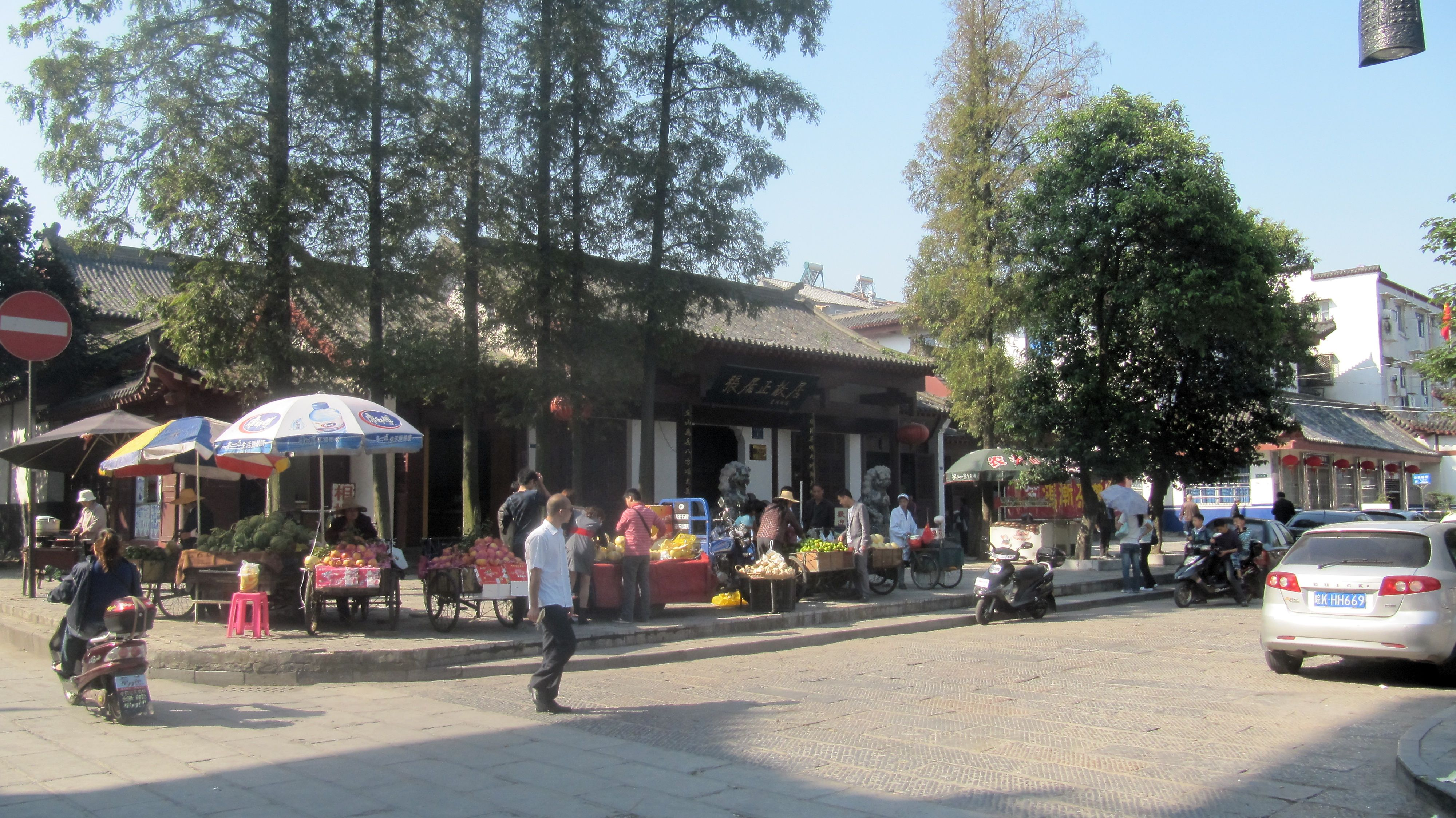
荆州市的張居正故居

依照荆州张居正故居族谱记载，张居正共有六子一女。
- 长子：張敬修，妻高氏，有子张重辉及三女，有孙张同敞。
- 次子：張嗣修，妻贺氏，有子张重光。
- 三子：張懋修，妻高氏，有子张重登、张重元及二女。
- 四子：張简修，妻简氏，有子张重润，张重允。
- 五子：張允修，妻李氏，子女不详，有孙张同奎。
- 六子：張静修，族谱中未记载其婚配子女。妻李氏，李幼滋之女。[14]
- 女：張氏，夫為劉一儒之子劉戡之。

## 評價

### 正面
- 成海應在其著作《硏經齋全集續集》中讚譽張居正：「張江陵材器䧺偉。似李德裕。使當崇禎時。豈憂流冦之難乎。盖材䧺也。故籠罩一世而有餘。器偉也。故經理萬邦而不足。當時有名之士。無不從其令。故戎狄寧謐。生民安樂。賦稅寬平。刑罰淸省。其相業固可述也。夫材器優者。往往遜於名節。倘無奪情之事。則豈不謂完人也哉」。
- 《明史》盛赞张居正为政期间「海内殷阜，纪纲法度莫不修明。功在社稷，日久论定，人益追思」。
- 《明熹宗悊皇帝實錄卷之二十二》明熹宗：「舊輔張居正奪情專權，致招物議，但當皇祖衝年輔政十載，天下乂安，任怨任勞，功不可泯。」
- 明末文人谈迁曾说：“海瑞评价張工于谋国，拙于谋身”，但海瑞全集中没有这些内容。
- 林潞《江陵救時之相論》讚許：「江陵官翰苑日，即已志在公輔，戶口阨塞，山川形勢，人民強弱，一一條列，一旦柄國，輔十齡天子，措意邊防，綢繆牖戶。故能奠安中夏，垂及十年，至江陵歿，蓋猶享其餘威，以固吾圉者，又十年也。」[15]
- 李卓吾因好友何心隱死於非命，對張一向有偏见，在张居正死后也感慨的說出一些良心話：「江陵（指张居正）宰相之杰也，故有身死之辱。」
- 陳治紀引羅中丞語：「居正受遺輔政，肩勞任怨，日久論定，人益追思。」
- 鄒元標說：「江陵功在社稷，過在身家，國爾之議，死而後已。謂之社稷臣，奚愧焉！」
- 梁啟超於1908年寫作《中國六大政治家》，將張居正與管仲、商鞅、諸葛亮、李德裕、王安石同列。
- 黃仁宇在《萬曆十五年》中，肯定張居正，但仍稱他「自信過度，不能謙虛謹慎，不肯對事實做必要的讓步」。
- 黎东方称張居正为明朝唯一的大政治家，也是汉朝以来少有的，诸葛亮和王安石勉强可以和他相比。
- 有人認為張居正并非收入與官職不相稱（而张居正抄家所得亦不一定为实），因其最後十年兼領從一品少師、從一品太子太師、正二品吏部尚書、正五品中極殿大學士等三、四項俸餉，即便扣掉折色、寶鈔部份，十年所得總合也大於他身後被抄家的金銀數量。

### 正負相摻
- 《明神宗实录》說張居正：「性沉深機警，多智數。……及贊政，毅然有獨任之志。受顧命于主少國疑之際，遂居首輔，手攬大政，勸上力守（行）祖宗法度，上亦悉心聽納。十年內海寓（內）肅清，四夷讋服，太倉粟可支數年，冏寺積金至四百餘萬，成君德，抑近倖，嚴考成，綜（覈）名實，清郵傳，核地畝，詢經濟之才也。……惜其偏衷多忌，小器易盈，钳制言官，倚信佞，方其怙宠夺情时，本根已断矣。威权震主，祸萌骖乘。何怪乎身死未几，而戮辱随之。」其中「威权震主，祸萌骖乘」可以道出為何張在身後即招致滅族之禍。张居正本人经常对下属说：「我非相，乃摄也（我並不是宰相，而是攝政）。」
- 《第六十一卷江陵柄政》谷應泰：「 予以居正救時似姚崇，褊礉則似趙普，專政似霍光，剛鷙則類安石。假令天假之年，長轡獲騁，則吏道雜而多端，治術疵而不醇。斯豈貞觀之房、杜，而元佑之司馬乎？」

### 負面
- 王世貞「心服江陵之功」，但在《嘉靖以來首輔傳》批評他：「器滿而驕，群小激之，虎負不可下，魚爛不復顧」，「沒身之後，名穢家滅」。
- 萬斯同說張居正「雖曰瑕不掩瑜，而瑕實甚矣」，「挾宮闈之勢，以驕蹇無禮于其主」。
- 黃季剛講學時，說張居正為人險惡，壓迫皇帝，又藉勢藉端誣害大臣，凡是不從己者非死即貶，眾人恨之而無如何，故其身死之後，家破人亡，固得其宜也。
- 龔鵬程認為張「剛騺忮、玩弄權術、排擠異己是張居正的致命傷。這是他性格上的弱點，故人人都承認他的政績，卻人人不喜歡他」[16]。
- 張岱認為張居正「居正之包藏禍心，傾危同列，真狗彘不食其餘矣」，但也說「厥罪雖彰，功亦不泯焉然」「居正救時似姚崇，褊礉則似趙普，專政似霍光，剛鷙則類安石」，并猜想「假令天假之年，長轡獲騁，則吏道雜而多端，治術疵而不醇。」

## 文化
- 朱東潤著有人物傳記《張居正大傳》，本書大量引用張居正生前的書信往來，全書有五分之二是古文
- 熊召政著有历史小说《張居正》
- 黃仁宇之萬曆十五年中有部分篇幅提及張居正之施政方針和評價

## 相關影视作品
电视剧
- 《大明王朝1566》（2007年），由郭東文飾演張居正，中国中央电视台。
- 《萬曆首輔張居正》（2010年），由唐國強飾演張居正，中国中央电视台。

### 引用
1. 《明史·卷六十七·輿服三》：賜蟒，文武一品官所不易得也。單蟒面皆斜向，坐蟒則面正向，尤貴。
2. 《明史·卷六十七·輿服三》：賜蟒，文武一品官所不易得也。單蟒面皆斜向，坐蟒則面正向，尤貴。
3. ↑  《明史·卷六十七·輿服三》：賜蟒，文武一品官所不易得也。單蟒面皆斜向，坐蟒則面正向，尤貴。
4. ↑  李慶新：17世紀廣東與荷蘭關係述論 的存檔，存档日期2009-05-13.
5. ↑  “各部院注销文册，有容隐欺蔽者，六科缴本具奏，有容隐欺蔽者，臣等（指内阁）举之。如此月有稽，岁有考不惟使声中比实，事可责成”
6. ↑  萬曆首輔張居正（熊召政著）
7. ↑  清·张廷玉等《明史·张居正传》卷213：“居正自奪情後，益偏恣。其所黜陟，多由愛憎。”
8. ↑  焦蛇：〈玉堂叢話〉卷八
9. ↑  李植彈劾馮保全文見《萬曆疏鈔》
10. ↑  《神宗实录》卷一三二
11. ↑  《明史》·卷213·列传第一百一·张居正
12. ↑  《明史·张居正传》：“終萬曆世，無敢白居正者。熹宗時，廷臣稍稍追述之。而鄒元標為都御史，亦稱居正。詔復故官，予葬祭。”
13. ↑  韦庆远：明中叶从抑商到恤商、惠商的政策转变 的存檔，存档日期2009-05-14.
14. ↑  高戬：兴化张居正后裔被邀参加宗亲联谊会[]
15. ↑  陳登原《國史舊聞》
16. ↑  龔鵬程，〈熊十力論張江陵〉

## 延伸阅读
[在维基数据编辑]
 在维基文库阅读此作者作品（ 在维基共享资源阅览影像）
 《國朝獻徵錄·卷之十七》，出自焦竑《國朝獻徵錄》
 《明史卷二百一十三》，出自《明史》